# Murat Toptani
Murat Toptani, nacido el 13 de julio de 1867 fue patriota, poeta y escultor albanés.
Conocedor de diferentes lenguas extranjeras, francés, árabe, turco, alemán e italiano. Sus creaciones se resumen en el volumen ", Vjersha de Murat Toptani", mientras que la Galería de Artes Skanderbeg en Tirana, conserva un busto, realizado por él en 1917, y una acuarela caricatura titulada "las promesas de Inglaterra". Fue uno de los firmantes de la Declaración de Independencia de Albania en 1912

## Datos biográficos
Murat Toptani realiza sus estudios en Turquía, mientras que el arte de la escultura lo aprende durante sus viajes por Italia, Bélgica, etc. Como Spiro Xega en la pintura, Toptani ha sido artista autodidacta en la escultura. Las lecciones artísticas las recibe en las visitas a los museos y los estudios de artistas, en el extranjero.
Una de sus primeras obras es un retrato de Skanderberg.
Para realizar este retrato, Toptani se inspira a través de la lectura del poema épico Historia de Skanderbeg de Naim Frashëri, así como en algunos libros con escasas ilustraciones realizadas por autores extranjeros propiedad del mismo Frashëri. 
En Tirana se dedica a cuestiones políticas y a la creación artística. En su estudio reúne los libros publicados durante esos años. Pero no tiene en Tirana colegas con los que poder intercambiar opiniones sobre temas artísticos. 
Murat visita Shkodra en 1896 para la difusión de los libros de Albania. Allí es retratado en el estudio de fotografía de Pjetër Marubi. Esta imagen de Toptani se considera una de las más bellas de las que se han conservado en el archivos de Marubi. Ataviado con una falda escocesa, la imagen de Toptani , refleja en su porte las características de la identidad masculina albanesa. Esta fotografía ha influenciado sobre otros artistas extranjeros, que han abordado en sus obras de arte, la cuestión de Albania.
Sumergido en la lucha por la independencia albanesa, en 1898 visita Brindisi. 
Azuzado por su pasión por el arte y sobre todo por el deseo de lograr un trabajo digno para la imagen de Skanderbeg, que se había convertido en un símbolo de la unidad de los albaneses, Murat trabaja en Tirana para terminar en Italia. Allí desecha sus anteriores trabajos y parte de cero. Además de la experiencia adquirida por el viaje a Italia, se ve influenciado y enriquecido por la experiencia de los maestros italianos. Aprende de sus estatuas en los museos y plazas de las ciudades. Este impacto se siente en el nuevo trabajo de Toptani.
Murat es pionero en la postulación nacionalista por sus escritos, pero también por sus imágenes. Al mismo tiempo, su escultura se considera precursora del renacimiento del arte de Albania.
El original del retrato de Skanderberg, se ha conservado en Italia, pero la influencia sobre sus contemporáneos en Albania, ha sido significativa.
En el busto de Toptani , el casco no se parece al que hoy conocemos, sino que está formado por un águila con las alas abiertas, sobre una corona circular. No se sabe exactamente por qué le dio este aspecto, algunas opiniones contemporáneas señalan la intención de enfatizar la unión entre Skanderberg y la tierra de las águilas, Albania.
Tras la declaración de independencia, comienza un período en el que Murat Toptani se convierte en uno de los principales actores de la vida política albanesa, en su domicilio de Tirana, escaparate y estudio artístico.
Durante dos años, su casa en Tirana es una pequeña galería llena de pinturas, esculturas, pinturas y grabados en madera. Su domicilio se había convertido en un pequeño museo, por las numerosas visitas de sus amigos. Pero la casa de Murat Toptani es incendiada durante la rebelión de 1914. Desapareció con algunas de las creaciones más importantes del patrimonio artístico.
Murat Toptani fallece en Tirana el 20 de febrero de 1918.